# Mazyar

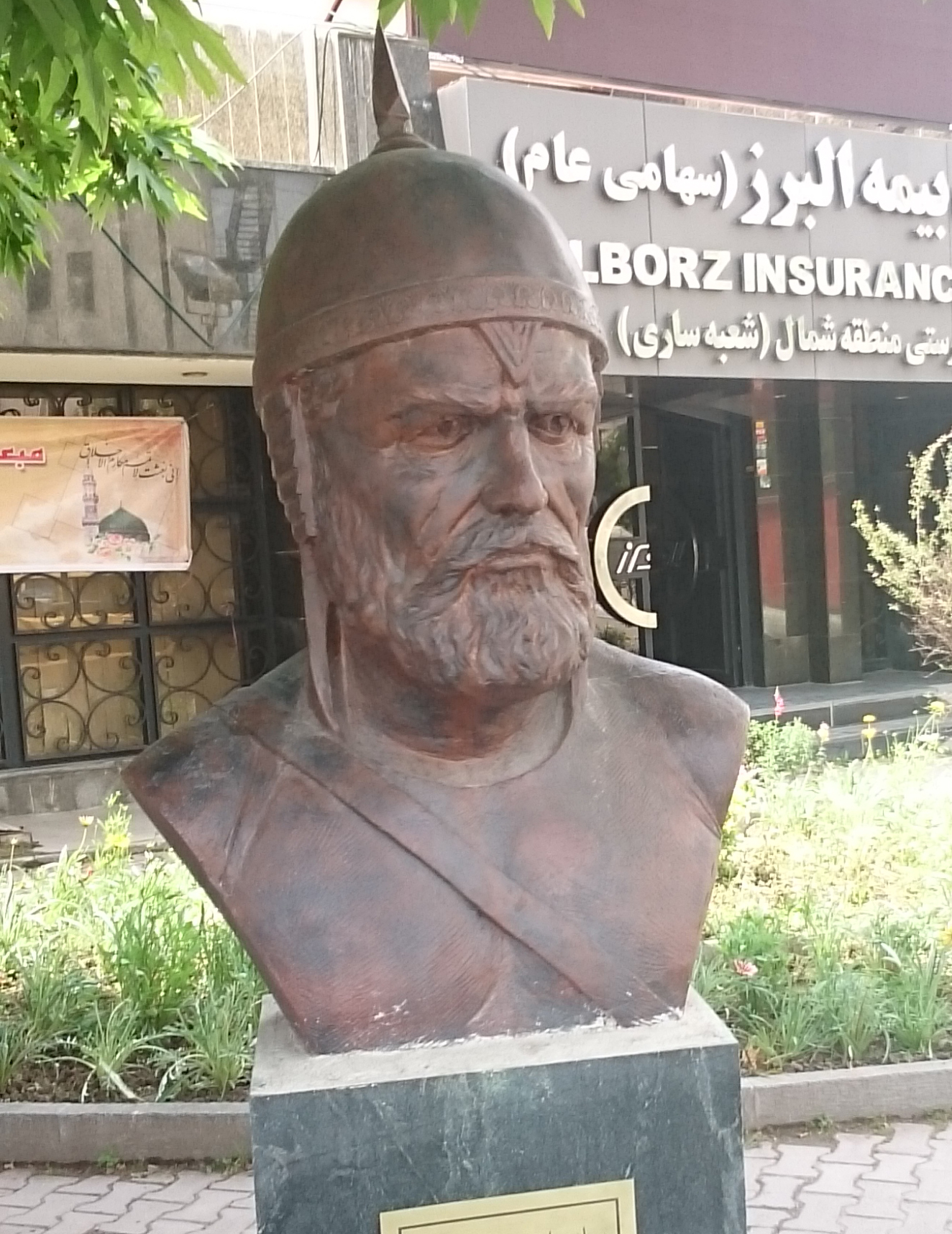
Büste Mazyars in Sāri, Iran

Mazyar (mittelpersische Sprache: Māh-Izād; modernes persisch مازیار Mazyār; * 9. Jh. in Tabaristan; † 839 in Samarra) war ein iranischer Fürst der Qarinidendynastie und Feudalherrscher der gebirgigen Region Tabaristans. Für seinen Widerstand gegen das Abbasidenkalifat wird Mazyar in der iranisch-nationalistischen Historiographie des 20. Jahrhunderts als ein Nationalheld angesehen. Sein Name bedeutet sinngemäß „Beschützt durch den Yazata des Mondes“.

## Aufstieg zur Macht

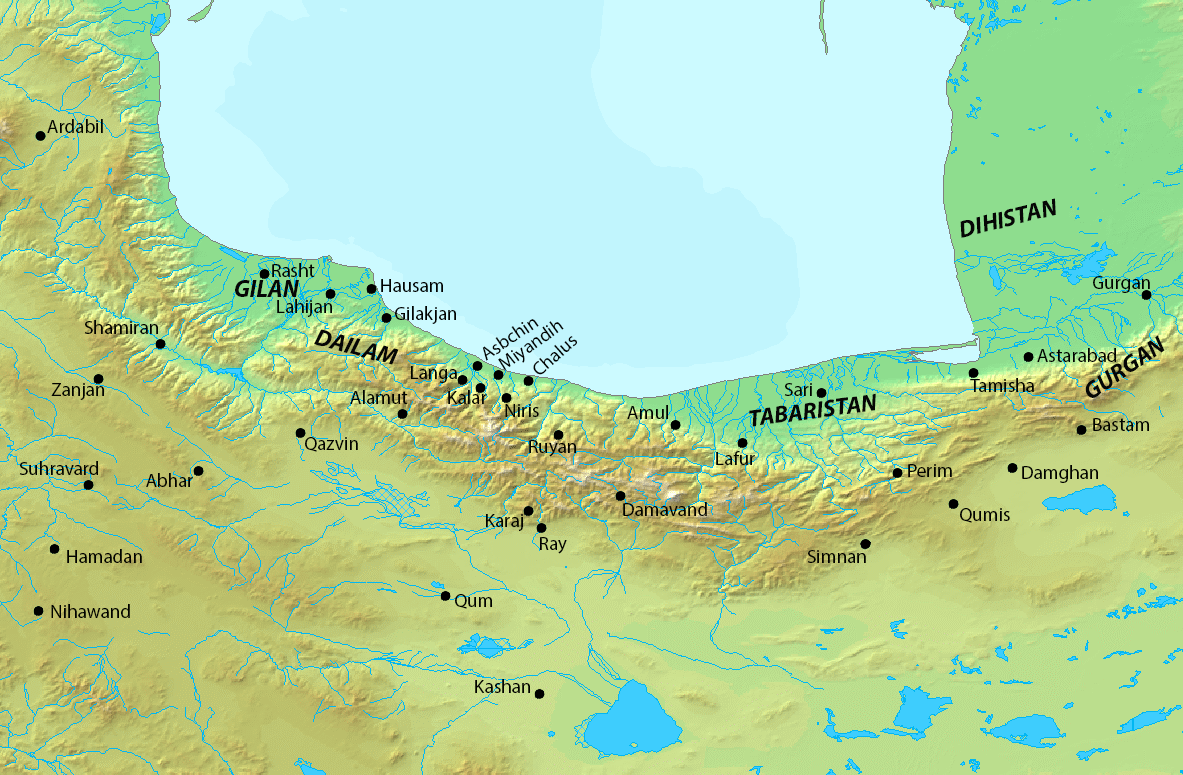
Der Nordiran im 8. bis 10. Jh.

Die iranischen Qariniden herrschten über die zentralen und westlichen Teile Tabaristans und standen in Konkurrenz zu den iranischen Bawandiden. Dabei beanspruchten die Qariniden die Nachfolge der Dabuyiden, die als Espahbads der sassanidischen Könige über Tabaristan herrschten, dann aber später den islamischen Arabern unterlagen. Mazyar folgte etwa 817 seinem Vater Qarin ibn Vindadh Hurmuzd als Herrscher nach. Als der Bawandide Schariyar II. in Mazyars Reich einfiel, kam es zum Kampf, in dessen Folge der geschlagene Mazyar fliehen musste. Mazyar fand zunächst Unterschlupf bei seinem Cousin Vinda-Umid, der ihn an Schariyar II. auslieferte. Doch Mazyar konnte entkommen und erreichten den Kalifenhof von al-Ma'mūn in Bagdad. Kurze Zeit später trat Mazyar zum Islam über und bekam vom Kalifen den Namen Abu’l Hasan Muhammad und Titel Mawla Amiri'l-Muminin. Ihm wurden 822/23 auch zwei Städte in Tabaristan als Lehen gegeben. Mazyar übte nun Rache an den Bawandiden und konnte seinen Cousin und den Nachfolger Schariyars besiegen und töten. Dadurch vereinigte Mazyar das Hochland von Tabaristan unter seiner Herrschaft.
Mazyar errichtete in mehreren Städten Moscheen und plünderte die Ländereien der benachbarten Justaniden in Dailam. Mit der Zeit beschwerten sich die Muslime und die Bawandiden über Mazyars Herrschaft beim Kalifen. Doch al-Ma'mūn hielt an Mazyar fest und war selber in Kriege mit den Byzantinern verwickelt. Die Abwesenheit des Kalifen nutze Mazyar aus um seinen Konkurrenten den muslimischen Gouverneur in Tabaristan einzusperren und der Verschwörung anzuklagen. Der Kalif bestätigte Mazyars Herrschaft über Tabaristan. Auch als al-Ma'mūn 833 starb, bestätigte sein Halbbruder und Nachfolger al-Mu'tasim bi-'llāh Mazyar.
Bald aber forderten die Tahiriden unter Abdullah bin Tahir Tribute von Mazyar. Als Regierender des Ostens beanspruchte Abdullah Tabaristan als sein Schutzgebiet und bestand darauf, dass der Tribut, den Mazyar dem Kalifen schuldete, über ihn weitergeleitet wurde, was jedoch Mayzar fernlag, der sein Herrschaftsgebiet auszuweiten versuchte und darauf bestand, den Tribut direkt an den Kalifen zu zahlen. Daraufhin klagte Abdullah bin Tahir Mazyar der Tyrannei und der Untreue an.

## Rebellion
Mazyar, der sich durch diese Lage bedroht fühlte, rebellierte offen gegen das Kalifat und erhielt große Unterstützung durch die Zoroastrier in Tabaristan, die muslimische Dörfer plünderten und abbasidisches Gebiet angriffen. Mazyar versicherte sich der Loyalität des Adels und sperrte jeden ein, dem er nicht vertraute. Dem Historiker Ibn Isfandiyar zufolge soll Mazyar gesagt haben, dass:

„Afschin Haidar, der Sohn Kawus', Babak Chorramdin und ich haben einen Eid und eine Allianz beschlossen, dass wir das Land von den Arabern wegnehmen und die Herrschaft und das Land wieder der Familie der Kasrawiyan [Sassaniden] zurückgeben.“

Abdullah bin Tahir und al-Mu'tasim entsendeten fünf Armeeeinheiten, die Tabaristan von allen Seiten angriffen. Mazyar machte seinen Bruder Quhyar zum Verteidiger des qarinidischen Teils und den Bawandiden Qarin I. zum Verteidiger des östlichen Tabaristans. Doch Tabaristan wurde schnell eingenommen, einige Städte wurden überraschend und schnell erobert und Qarin I hinterging Mazyar, um vom Kalifen wieder als Bawandidenherrscher eingesetzt zu werden. Die Einwohner Saris revoltierten gegen Mazyar und sogar sein eigener Bruder Quhyar verriet ihn und lieferte Mazyar an den Kalifen aus.
Mazyar wurde nach Samarra gebracht, wo er hingerichtet wurde. Sein Leichnam wurde neben Babaks Leichnam, der nach einem erfolglosen Aufstand 838 exekutiert wurde, zusammen am Galgen ausgestellt. Mazyars Bruder Quhyar starb kurze Zeit später wegen seines Verrates durch die Hand seiner eigenen Soldaten. Mit ihm endete die Qarinidendynastie und die Tahiriden herrschten nun mit den Bawandiden als Vasallen über Tabaristan.